# Onthophagus cribratus
Onthophagus cribratus là một loài bọ cánh cứng trong họ Bọ hung (Scarabaeidae).